# EADS Barracuda
L'EADS Barracuda, o simplement Barracuda, és un vehicle aeri no tripulat que està servint per provar tecnologies de vol autònom i en xarxa. Tot i que de moment no té un rol especificat, es preveu que pugui transportar un apuntador làser, sistemes de guerra electrònica o armament.
El desenvolupament del Barracuda com a dron completament autònom, de mitjana alçada i llarg abast va començar el 2003 per EADS Military Air Systems amb el suport d'Alemanya i Espanya. Els primers vols de prova van començar l'abril de 2006 a la base aèria de San Javier; el setembre d'aquell mateix any el prototip es va estavellar, deixant el projecte encallat durant dos anys. A partir del 2008 es van reprendre els vols de prova i l'any 2013 ja s'havien realitzat més d'una dotzena de vols amb èxit.
Mentre que la resta d'estats europeus, liderats per França, han apostat pel Dassault nEUROn, orientat al vol supersònic el Barracuda ha apostat per la maniobrabilitat gràcies a les ales en forma de fletxa. Tot l'UAV està impulsat per un turboventilador i fa unes dimensions semblants a les d'un Messerschmitt Bf 109 de la Segona Guerra Mundial. La càrrega útil va situada a una badia sota les ales. De moment encara continua en fase de desenvolupament.

## Fabricació
El vehicle de proves, incloent-hi les ales en fletxa, està fet completament amb fibra de carboni. El vehicle fa una llargada total de 8,25 m i una envergadura de 7,22 m, amb un pes màxim durant l'enlairament de 3.250 kg. L'UAV també té una cua horitzontal en forma de fletxa i dos alerons verticals inclinats cap als laterals.
EADS Military Air Systems d'Augsburg (Alemanya) és responsable de la fabricació del fuselatge mentre que la seu de Getafe (Espanya) s'encarrega de la construcció de les ales. El fuselatge es fabrica amb un procés assistit en buit o VAP, de l'anglès vacuum assisted process.
L'empresa Liebherr Group dissenya i subministra tots els sistemes electromecànics del sistema de control i també proporciona el sistema de vol: format per un primer subsistema de control per senyals elèctrics i un segon subsistema de control, que ofereixen un control totalment elèctric pel Barracuda.

## Característiques
Per millorar la fiabilitat i seguretat del Barracuda el dron té un sistema de control i navegació triplement redundant. Els sistemes d'aviació instal·lats són de configuració oberta i modular i permetran la instal·lació de nous sensors i equipament de telecomunicacions.
L'ordinador de control de vol és de MTU Friedrichshafen mentre que el sistema de navegació és de Thales.

### Aeronau
Tot el fuselatge del dron està propulsat per un turboventilador canadenc de P&W amb la designació JT15D-5C amb un empenyiment de 14,2 kN. La posició d'entrada d'aire al motor es fa a la superfície dorsal amb un perfil que contribueix a disminuir la senyal de radar del vehicle.
L'aeronau fa servir un sistema convencional de rodes per enlairar-se i aterrar. L'empresa Eaton és responsable del disseny i el subministrament del sistema hidràulic per desplegar i retirar el tren d'aterratge i per la direcció de la roda frontal. El prototip és totalment elèctric durant el vol i només fa servir els sistemes hidràulics durant l'aterratge i enlairament o durant les maniobres a terra.
El dron també té uns flaps d'aterratge hidràulics dissenyats amb fibra de carboni especialment dissenyats per vehicles aeris no tripulats, i desenvolupats per Meggitt's Dunlop Aerospace Braking Systems.

### Càrrega útil
El Barracuda pot transportar una càrrega útil màxima de 300 kg. El sistema de comunicacions permet treballar en xarxa les operacions i transmetre informació en temps real, incloent-hi una amplada de banda quan està en línia de visió.
En un futur podria fer servir data links fins i tot quan no hi ha el dron a la línia de visió, assegurar o interferir en canals encriptats enemics, operar com un sistema de distribució multifunció d'informació (MIDS) o com un enllaç amb comunicacions per satèl·lit.
Els sistemes de càrrega útil inclouran diferents sistemes electròptics i podria incloure un apuntador làser, un sistema d'emissor de posició d'alta precisió (high-accuracy emitter location system) i un radar d'obertura sintètica (SAR). El Barracuda també podria ser capaç de transportar armament, instal·lats a una badia de càrrega central.

### Estació de control terrestre
El Barracuda es vigila des d'una estació de control terrestre que s'encarrega de la planificació, monitoratge i avaluació de la missió. El vehicle opera automàticament però durant el vol es pot assumir el control de l'aeronau i canviar la missió.
L'estació de control és relativament petita així que el sistema és fàcil d'operar i desplegar.